# Montaña Alavesa
Montaña Alavesa/Arabako Mendialdea, właśc. Cuadrilla de Campezo-Montaña Alavesa (bask. Kanpezuko-Arabako Mendialdeko Kuadrilla) – comarca w Hiszpanii, w Kraju Basków, w prowincji Álava. Jej siedzibą jest Campezo.

## Podział administracyjny
Cuadrilla de Campezo-Montaña Alavesa dzieli się na 6 gmin:
- Arraia-Maeztu
- Bernedo
- Campezo/Kanpezu
- Harana/Valle de Arana
- Lagrán
- Peñacerrada-Urizaharra